# Saint-Loup (Nièvre)
Saint-Loup é uma comuna francesa na região administrativa de Borgonha-Franco-Condado, no departamento de Nièvre. Estende-se por uma área de 17,28 km². Em 2010 a comuna tinha 478 habitantes (densidade: 27,7 hab./km²).